# Rozena Maart
Rozena Maart (* 1962 in Kapstadt, Südafrika) ist eine südafrikanische Dozentin für Englische Literatur, Philosophie und Psychoanalyse sowie eine Schriftstellerin. Sie wohnt in Kapstadt und im kanadischen Guelph. Sie ist bekannt für ihre schriftstellerischen preisgekrönten Werke sowie für ihre politischen Aktionen gegen die Apartheid und gegen eine gewalttätige Diskriminierung von Frauen. Sie dozierte in Kanada, den Vereinigten Staaten und anderen Ländern.

## Leben
Rozena Maart wurde 1962 als Tochter von Mona und Stanley Maart im District Six, dem alten Sklavenquartier von Kapstadt, geboren. Zu ihren Vorfahren gehören mütterlicherseits Angehörige der San und Khoi sowie hinduistische Vorfahren von Java, die von den Engländern bereits um 1800 gewaltsam über den Umweg von St. Helena in die Kapkolonie verschleppt worden waren. Ihr Familienname markiert im Niederländischen den Zeitpunkt ihrer Freilassung aus der Sklaverei. Maart bedeutet im Niederländischen März. Rozena Maart wuchs bei der patriarchalisch geführten Familie ihres Großvaters auf. Ihren Vater lernte sie erst mit 18 Jahren kennen; dessen Vorfahren stammten aus Mauritius. Ihre Familie wurde 1973 buchstäblich gewaltsam im Zuge des Forced Removal Act der Regierung aus dem Bezirk deportiert. Später studierte sie an der Universität des Westkaps (1981–1986) und wechselte danach an die University of York im Vereinigten Königreich (1987/88), wo sie ihren Master ablegte. Daraufhin ging sie an die University of Birmingham (1993–1996), um dort am Centre for Cultural Studies mit einem Doctor of Philosophy zu graduieren.
Während ihrer Studienzeit arbeitete sie von 1985 bis 1987 im Groote Schuur Hospital, Kapstadt, in der Notaufnahme und Gynäkologie.
1987 nominierte man Rozena Maart aufgrund ihrer politischen und sozialen Aktivitäten gegen die Gewalt gegen Frauen in Johannesburg zur Frau des Jahres. Ein weiterer Grund der Auszeichnung war die Gründung der ersten farbigen feministischen Organisation in Kapstadt, Women Against Repression (WAR); sie hatte diese Organisation zusammen mit vier anderen Frauen initiiert. Im kolumbianischen Cali unterrichtete Maart 1989 am Colegio Jefferson für ein Jahr englische Literatur.
1989 zog Maart nach Kanada, arbeitete zunächst in einer Privatpraxis für Psychoanalyse (1989 bis 1991), schrieb als Redakteurin für verschiedene Literaturmagazine und war Beraterin für Kunstausstellungen und Frauenfragen. 1992 arbeitete sie für das Canadian Panel on Violence against Women, einer 10-Millionen-Dollar-Initiative des kanadischen Gesundheitsministerium, als wissenschaftliche Referentin und Autorin für die Belange farbiger Frauen. An der Universität Ottawa (1991 bis 1994) unterrichtete sie in Frauenstudien und Kreatives Schreiben, während sie dort ihre Promotion absolvierte. Weitere akademische Stationen Maarts waren die Universidad del Valle, wiederum in Cali, Kolumbien (1996–1997 als wissenschaftliche Beraterin bei der Geschlechterforschung), Dozentin am Mills College in Oakland (1998, fächerübergreifende Seminare, Englisch, Philosophie und Kulturwissenschaften) und an der University of Guelph (1999/2001, Englisch und Kunst), Direktorin am "Biko Institute" in Guelph (2001/2006), benannt nach Steve Biko, Dozentin an der Universität des Westkaps (2007, für Englische Sprache) und 2010–2011 für einige Monate an der University of Waterloo. 2017 ist sie tätig an der University of KwaZulu-Natal, wo sie das Centre for Critical Research on Race and Identity leitet.
Rozena Maart veröffentlichte 1990 ihren ersten Gedichtband: Talk About it!. 1992 gewann sie für ihre Kurzgeschichte No Rosa, No District Six den Journey Prize. Der "Journey Prize" ist ein seit 1989 bestehender kanadischer Literaturpreis, der alljährlich von dem Verlagshaus McClelland and Stewart in Toronto und dem Writers’ Trust of Canada für die beste Kurzgeschichte einer aufstrebenden Schriftstellerin vergeben wird, die in einem kanadischen Literaturmagazin veröffentlicht wurde. No Rosa, No District Six erschien später auch in ihrer ersten Kurzgeschichtensammlung mit dem Titel Rosa’s District Six, wobei die Figur der Rosa alle darin enthaltenen Erzählungen zusammenhält.
Literarisch ist Maart als Autorin von verschiedenen Lyrikbänden, Kurzgeschichtensammlungen, Sachbüchern und Romanen in Erscheinung getreten. Ihr Roman The Writing Circle (2007), in dem ein Schreibzirkel farbiger Frauen ihre Gewalt-Erfahrungen beschreibt, wurde in einer Fernsehproduktion vorgestellt. Rosa’s District Six hat es auf die wöchentliche Bestseller-Liste Kanadas 2006 und die „HOMEBRU 2006“-Liste in Südafrika geschafft.
2006 wurde sie als eine von 24 farbigen Frauen afrikanischer Herkunft von der Provinzgouverneurin Ontarios, die selbst farbige Vorfahren aus Haiti hatte, im Inaugural Programm Encré Noire/Black Ink besonders geehrt. Im April 2009 arbeitete Maart beim Oppressed Festival in Palästina als Theaterregisseurin und Autorin.

## Karikaturenkritik
Als Anfang 2008 die überregional erscheinende renommierte kanadische Tageszeitung The Globe and Mail sich in einer Karikatur über die afrozentrische Schule in Kanada mokierte, indem sie einen afrokanadischen Lehrer vor einer Tafel mit mathematischen Gleichungen und der dahingeworfenen Slang-Phrase „S’up dog“ unter der Überschrift Afrocentric Algebra zeigte, verfasste Rozena Maart einen Leserbrief an den Herausgeber der Zeitung. Darin führte sie aus, dass die Ursprünge der Mathematik nun einmal auch in Ägypten liegen würde, was bekanntermaßen selbst zu Afrika gehöre, womit sich eigentlich bereits der Aufhänger der Karikatur erledige. Indem die Karikatur sich eurozentrischer Klischees bediene, offenbare sie einen regelrechten Rassismus: 

“The history of Algebra began in ancient Egypt, and thus it was Egyptians who taught Algebra to members of their society, those close by who came in droves from Greece, and the rest of the world. The last time I checked, Egypt was and still remains to be located in North Africa. Why on earth, would anyone assume that the teaching of Algebra in an Afrocentric school system would be accompanied by street slang, suggestive of a particular aspect of popular culture, which whether its origins are to be found among a select few among African American proponents of Black popular culture, does not mean that expressions such as the one your cartoon utilizes should be used to depict the teaching methods employed by Afrocentric teachers to their learners. The cartoon is racist, inflammatory, completely and utterly ignorant and highly out of a place, especially in a national newspaper, which has regularly sought to depict its stance among readers as a fair and just one”

„Die Geschichte der Algebra begann im alten Ägypten, und so waren es die Ägypter, die denen Algebra beibrachten, die zu ihrer Gesellschaft gehörten, denen, die wie die Griechen in Scharen kamen, und dem Rest der Welt. Das letzte Mal, als ich nachgesehen habe, gehörte Ägypten noch zu Nordafrika. Warum in aller Welt sollte irgendjemand annehmen, dass der Algebraunterricht in einem afrozentrischen Schulsystem mit einem Straßenjargon einhergeht, und sich damit auf einen bestimmten Aspekt der populären Kultur beziehen, der, obwohl seine Wurzeln unter einigen wenigen afroamerikanischen Befürworter der schwarzen populären Kultur zu finden sind, nicht bedeutet, dass Äußerungen wie die Ihres Cartoons genutzt werden dürfen, um ein bestimmtes Bild der Lehrmethoden von afrozentrischen Lehrern abzubilden. Dieser Cartoon ist rassistisch, hetzerisch, total und schlichtweg ignorant und völlig deplaziert, gerade in einer überregionalen Zeitung, die eigentlich darauf bedacht ist, ihre Stellung als faire und gerechte Zeitung bei ihren Lesern zu halten.“

Aufgrund des vielfältigen Zuspruchs, den Maart damit bekam, musste sich der Herausgeber entschuldigen. Eine rassistische Darstellung sei nicht beabsichtigt gewesen und habe sich lediglich durch die darstellende Vereinfachung ergeben, außerdem habe man gerade in jüngster Zeit die Werke afrokanadischer Autoren wie Carolyn Abraham, Caroline Alphonso, James Bradshaw, Karen Howlett und Jill Mahoney gefördert.

## Werke

### Lyrik
- Talk About it! Williams-Wallace Publishers, Stratford, Ontario 1990, ISBN 0-88795-095-7.[8]

### Sachbuch
- The absence of knowledge of white consciousness in contemporary feminist theory, or, Consciousness, knowledge and morality. Awomandla, Toronto 1999, ISBN 0-9686446-0-0.

### Kurzgeschichten
- Rosa’s District Six. TSAR Publications, Toronto 2004 und 2006, ISBN 1-894770-16-1.

### Roman
- The Writing Circle. TSAR Publications, Toronto 2007, ISBN 978-1-894770-37-8.

### Essays, Artikel, Aufsätze
- Feminist Pavement Politics. In: Lives of Courage, Women for a New South Africa. Herausgegeben von Diana Russell, Basic Books, California, September 1989.
- Black, African Feminism needs to forge an agenda. In: The Varsity, Toronto: Februar 1990.
- Threading together past, present and future. In: The Gargoyle: Black History Month Special Issue, Toronto, Februar 1990.
- Feminism in the 1990s. In: Moving Forward Conference: Speeches and Proceedings Herbst 1990.
- African Oral Power: In Defiance of the Colonialism of the Written Word. In: Fuse Magazine: Canada’s Magazine on Culture and Society, Frühling 1991.
- The Politics of Denouncement: Clarence Thomas As Supreme Court Judge. In: Fuse Magazine: Canada’s Magazine on Culture and Society: Vol. 15 No. 4: Frühling 1992.
- An Immaculate Conception. In: Voices: Canadian Writers of African Descent, Juni 1992, HarperCollins: Toronto, Kanada.
- Consciousness, Knowledge and Morality: The Absence of the Knowledge of White Consciousness in Contemporary Feminist Theory. In: A Reader in Feminist Ethics (Hrsg.) Debra Shogan, Canadian Scholars Press: Toronto, September 1992; Neuauflage 1993, 1995, 1997.
- Cultural Appropriation: Historicizing Individuality, Consciousness and Actions. In: Fuse Magazine: Canada’s Magazine on Culture and Society: Toronto, Kanada. Summer, Double-Issue: 1993.
- Language and Consciousness. In: Fireweed: A Feminist Journal, No. 39: Toronto, Canada. Sommer 1994.
- Portrait of the Colonized in Bhaji on the Beach. In: Fuse Magazine: Canada’s Magazine on Culture and Society. Toronto, Kanada. Sommer 1994.
- The White Screen, The White Canvas. In: The Ontarian. Januar 2004. Guelph, Ontario.
- Rozena Maart speaks out on Black Consciousness. In: The Ontarian. Februar 2004.
- Hinterland, nachbarn 02/06. Menschen, nicht Opfer – Die Schriftstellerin Rozena Maart zu ihrem Buch Rosa’s District Six, S. 32f. November 2006.
- Rebels with a Cause: Giving Voice to Dissidence by Focusing on the Mind. The rise of the Black Consciousness Movement in South Africa. In: Dissidence et Identite Plurielles, Universitaire de Nancy: Paris, 2008.
- Bollywood and the Politics of identity or How Bollywood influenced Identity Politics in Apartheid South Africa. In: Horizons: Women’s News and Feminist Views, Sommer 2009: Canada.

### Drama
- Who do you think you are? A series of six interconnect skits on the history of oppression in South Africa. Writer and Director. Performed at the Second International Theatre of the Oppressed Festival in Palestine, April, 2009.

## Auszeichnungen und Nominierungen
- 1990: Journey Prize für No Rosa, No District Six
- 2006: Encré Noire/Black Ink – Inaugural Programm.

## Rezension
Rosa’s District 6
- „Finding courage, humour, and humanity within oppressive circumstances is a rare but hopeful thing in this bitter world. One such discovery is Rosa’s District 6, a series of short stories situated in 1960s Cape Town, South Africa, during the era of apartheid. (...) The stories are filled with wit and pathos, and while the plots occasionally feel improbable, the reader is completely engaged with the strange goings-on in this singular community. The sometimes rambling storytelling style reflects the importance of the characters’ oral traditions. It also allows for delightful surprises in the telling.“[9]

The Writing Circle
- „The brutality that lies just beneath the sophisticated veneer of these women’s lives is depicted with honesty and immediacy, and is yet another reminder that violence against women knows no class boundaries. Told almost as a murder mystery (complete with a twist ending), the intertwining stories create a universal tale of profound suffering, grief, and, refreshingly, humour.“[10]
- „Rozena Maart’s second novel is about a specific kind of writing: it’s about writing violence—historical violence, social violence, misogynist violence. Its subject is a cycle of violence determined not only by stereotyping, but also by past and present cultural conditioning. (...) The Writing Circle is not an easy read: the shifting narrative voices are effective but at times disrupting. However, these voices are also what allow The Writing Circle’s expansive cultural commentary to flourish.“[11]